# Radu Bușneag
Radu Bușneag (n. 1962) este un jurnalist român. 
A intrat în presă în septembrie 1990, după ce a abandonat respectabila profesie de profesor, devenind peste noapte redactor de știri la Rompres.
În 1996, a fost „recrutat“ la Radio Europa Liberă de Nestor Ratesh și a lucrat acolo în calitate de corespondent la București în perioada 1996-2008, sub pseudonimul Radu Stănescu.
A lucrat și pentru BBC (2004).
În România a scris pentru Rompres (Agerpres) (1990-1996), a fost șeful Departamentului Eveniment la Evenimentul zilei (2004-2005), redactor-șef adjunct la Averea (2004-2006) și șef Departament online la România Liberă (2006-2009), de unde a demisionat la 25 martie 2009, acuzând lipsa de profesionalism a conducerii ziarulului.
În perioada 2006-2010 a fost director de comunicare al Societății Academice din România (SAR). Din 2006 este membru supleant în Consiliul Național al Audiovizualului din partea președinției României.
De la 1 iulie 2009 este reprezentantul operatorului german de radio Deutsche Welle în România.
Este specializat în jurnalism online.